# Úrvalsdeild (2000)
Sezon 2000 był 89. sezonem o mistrzostwo Islandii. Drużyna KR obroniła tytuł mistrzowski, zdobywając trzydzieści siedem punktów w osiemnastu meczach. Po sezonie spadły zespoły Stjarnan i Leiftur.

## Drużyny
Po sezonie 1999 z ligi spadły zespoły Valur i Víkingur Reykjavík, z 1. deild awansowały natomiast drużyny Fylkir i Stjarnan.
| Uczestnicy poprzedniej edycji                                                                                 | Uczestnicy poprzedniej edycji | Uczestnicy poprzedniej edycji | Uczestnicy poprzedniej edycji |
| --- | ----------------------------- | ----------------------------- | ----------------------------- |
| KRE | KR                            | 1                             |                               |
| ÍBV | ÍB Vestmannaeyja              | 2                             |                               |
| LEI | Leiftur                       | 3                             |                               |
| ÍA | Akraness                      | 4                             |                               |
| BRE | Breiðablik                    | 5                             |                               |
| GRI | Grindavík                     | 6                             |                               |
| FRA | Fram                          | 7                             |                               |
| ÍBK | Keflavík                      | 8                             |                               |
| Awans z 1. deild                                                                                              |                               |                               |                               |
| FYL | Fylkir                        | 1                             |                               |
| STJ | Stjarnan                      | 2                             |                               |
| Oznaczenia: - kolumna pierwsza – skróty nazw drużyn, - kolumna trzecia – miejsce zajęte w poprzednim sezonie. |                               |                               |                               |

## Tabela
| Lp. | Drużyna          | M  | Z  | R | P  | Bramki | Bramki | Różn. | Pkt | Uwagi                                       |
| --- | ---------------- | -- | -- | - | -- | ------ | ------ | ----- | --- | ------------------------------------------- |
| 1   | KR (M)           | 18 | 11 | 4 | 3  | 27     | 14     | +13   | 37  | Liga Mistrzów UEFA • I runda kwalifikacyjna |
| 2   | Fylkir           | 18 | 10 | 5 | 3  | 39     | 16     | +23   | 35  | Puchar UEFA • Runda kwalifikacyjna          |
| 3   | Grindavík        | 18 | 8  | 6 | 4  | 25     | 18     | +7    | 30  | Puchar Intertoto • I runda                  |
| 4   | ÍB Vestmannaeyja | 18 | 8  | 5 | 5  | 29     | 17     | +12   | 29  |                                             |
| 5   | Akraness         | 18 | 7  | 5 | 6  | 21     | 17     | +4    | 26  | Puchar UEFA • Runda kwalifikacyjna1         |
| 6   | Keflavík         | 18 | 4  | 7 | 7  | 21     | 35     | −14   | 19  |                                             |
| 7   | Breiðablik       | 18 | 5  | 3 | 10 | 29     | 35     | −6    | 18  |                                             |
| 8   | Fram             | 18 | 4  | 5 | 9  | 22     | 33     | −11   | 17  |                                             |
| 9   | Stjarnan (S)     | 18 | 4  | 5 | 9  | 18     | 31     | −13   | 17  | Spadek do 1. deild                          |
| 10  | Leiftur (S)      | 18 | 3  | 7 | 8  | 24     | 39     | −15   | 16  | Spadek do 1. deild                          |

## Wyniki
| Gospodarz \ Gość | ÍA  | BRE | FRA | FYL | GRI | KRE | ÍBK | LEI | STJ | ÍBV |
| Akraness         |     | 3:1 | 2:2 | 0:1 | 2:1 | 0:2 | 2:2 | 1:0 | 0:0 | 0:0 |
| Breiðablik       | 0:1 |     | 1:0 | 0:0 | 3:4 | 1:2 | 2:1 | 5:0 | 3:3 | 2:0 |
| Fram             | 1:4 | 1:1 |     | 1:2 | 3:1 | 0:1 | 0:0 | 3:1 | 1:2 | 1:1 |
| Fylkir           | 2:1 | 5:0 | 1:0 |     | 2:0 | 1:1 | 4:0 | 1:1 | 5:1 | 2:3 |
| Grindavík        | 1:0 | 3:0 | 3:0 | 2:1 |     | 0:1 | 0:0 | 2:2 | 2:0 | 1:0 |
| KR               | 1:0 | 3:2 | 1:2 | 2:1 | 1:1 |     | 2:3 | 1:0 | 3:0 | 1:0 |
| Keflavík         | 0:2 | 1:0 | 3:3 | 1:1 | 2:2 | 1:0 |     | 2:5 | 1:0 | 1:2 |
| Leiftur          | 2:2 | 2:6 | 2:1 | 1:7 | 0:0 | 0:0 | 4:2 |     | 3:3 | 0:1 |
| Stjarnan         | 0:1 | 2:1 | 1:2 | 0:1 | 0:0 | 1:4 | 1:1 | 2:1 |     | 2:0 |
| ÍB Vestmannaeyja | 1:0 | 4:1 | 6:1 | 2:2 | 1:2 | 1:1 | 5:0 | 0:0 | 2:0 |     |

Źródło:  (ang.)
Objaśnienia:
1Drużyna gospodarzy jest wymieniona po lewej stronie tabeli.
Kolory: zielony – zwycięstwo gospodarzy, żółty – remis, różowy – zwycięstwo gości.

## Najlepsi strzelcy
| Bramki | Strzelcy                | Drużyna          |
| ------ | ----------------------- | ---------------- |
| 14     | Andri Sigþórsson        | KR               |
| 14     | Guðmundur Steinarsson   | Keflavík         |
| 10     | Gylfi Einarsson         | Fylkir           |
| 9      | Sævar Þór Gíslason      | Fylkir           |
| 9      | Steingrímur Jóhannesson | ÍB Vestmannaeyja |
| 6      | 4 zawodników            | 4 zawodników     |
| 5      | 3 zawodników            | 3 zawodników     |